# 家庭战争
《家庭战争》（英語：The War at Home）是美国福克斯电视公司播出的情景喜剧，于2005年9月11日首播，2007年5月17日停止制作。

## 剧情
Dave是个步入中年的保险推销员，工作穷极无聊，虽然收入不错；家里的老婆和三个孩子总是让他头痛：老婆想结束家庭主妇的生活重新到社会上工作，大女儿总是和一些千奇百怪的男生交往，马上就到了考大学的时候，还一点头绪没有；二儿子是个书呆子，一点运动细胞也没有，整天研究“星球大战”和“星际迷航”；小儿子总嫌自己个头矮，但却像个小痞子，还常常把亲哥哥打翻在地......

## 风格创新
剧中人物的心理活动会以白色背景的蒙太奇镜头来表现。

## 演员
- Michael Rapaport .... Dave Gold 父亲，犹太裔，保险推销员，喜欢讽刺挖苦别人
- Anita Barone .... Vicky Gold 母亲，意大利裔，结婚后一直做家庭主妇，后来重新开始工作，室内设计师
- Kyle Sullivan .... Larry Gold 二儿子，喜欢漫画和科幻电影的“书呆子”
- Kaylee DeFer .... Hillary Gold 大女儿，漂亮而头脑简单，总是和千奇百怪的男生交往
- Dean Collins .... Mike Gold 小儿子，总嫌自己个子矮的“问题少年”
- Rami Malek .... Kenny 中东裔，邻居的孩子，暗恋Larry，在第二季里向Dave一家出柜

## 各集介绍
- List of The War at Home episodes